# 千葉県道193号小室停車場復線
千葉県道193号小室停車場復線（ちばけんどう193ごう こむろていしゃじょうふくせん）は、千葉県船橋市の北総鉄道北総線小室駅と千葉県道189号千葉ニュータウン北環状線交点を結ぶ一般県道。

## 路線データ
- 起点：船橋市小室町（北総鉄道北総線小室駅）
- 終点：船橋市小室町（千葉県道189号千葉ニュータウン北環状線交点）
- 総延長：1.295 km（葛南土木事務所管内：1.295 km）
- 重用延長：なし（葛南土木事務所管内：0.0 km）
- 実延長：1.295 km（葛南土木事務所管内：1.295 km[1]）

## 地理

### 通過する自治体
- 船橋市

### 交差する道路
- 千葉県道189号千葉ニュータウン北環状線（終点）

### 沿線
- 船橋市立小室保育園
- 船橋小室駅前郵便局
- 小室公園